# Rete dei comuni sostenibili

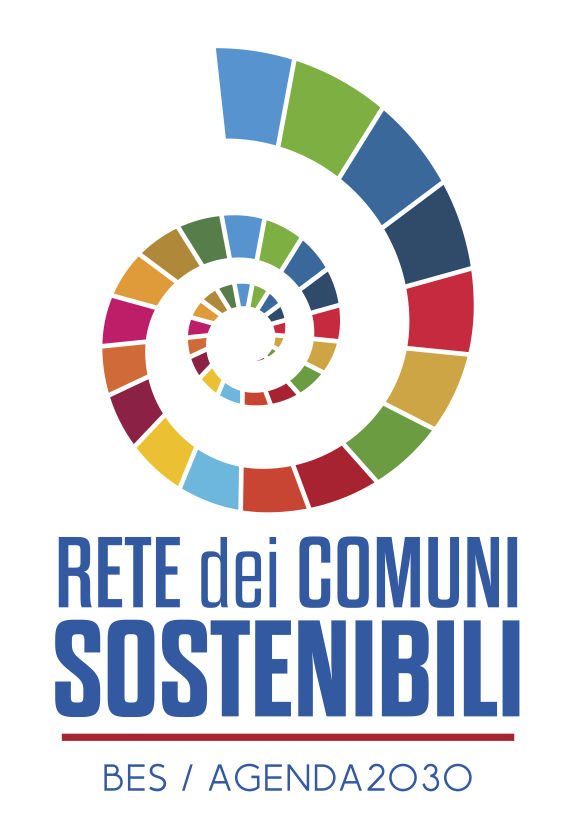

La Rete dei Comuni Sostenibili (RCS) è un'associazione di comuni, province, città metropolitane e regioni, che ispira la propria azione agli obiettivi globali di sostenibilità (SDGs) dell'Agenda 2030, è coerente con i contenuti della Strategia Nazionale di Sviluppo Sostenibile e con gli Obiettivi 2050 di neutralità climatica della Commissione Europea.
Nata nel 2021, aderiscono a RCS circa 120 enti locali italiani. RCS aderisce ad ASviS, l’Alleanza Italiana per lo Sviluppo Sostenibile.

## Storia
La Rete dei Comuni Sostenibili nasce nel 2021 su iniziativa di ALI – Autonomie Locali Italiane, Leganet e Città del Bio. È aperta all'adesione di Enti Locali di qualsiasi dimensione, collocazione geografica e colore politico che si impegnano a redigere il proprio Rapporto di Sostenibilità, attraverso il monitoraggio volontario di indicatori, e una propria Agenda Locale 2030. Inoltre, i comuni aderenti si impegnano a condividere buone pratiche, a rendere consapevoli i propri cittadini dell’importanza dello sviluppo sostenibile sotto il punto di vista ambientale, economico, sociale e istituzionale.
Nel 2021/2022 è stato sviluppato il primo monitoraggio, che ha coinvolto 24 amministrazioni locali, basato su circa 100 indicatori approvati dal Comitato Scientifico della Rete. Nel 2023, il secondo monitoraggio ha coinvolto 49 comuni. Nel 2024 è stato sviluppato il terzo monitoraggio.
Nel gennaio 2023 è stato pubblicato sul portale del Joint Research Centre della Commissione Europea un paper dedicato alla Rete dei Comuni Sostenibili, nel quale si racconta del primo monitoraggio, oltre a descrivere quale percorso potrebbe essere svolto in altri paesi europei per replicare l’esperienza italiana. Nello stesso anno è stata adottata una piattaforma basata su blockchain per la gestione e la tracciatura dei dati sui quali si fonda il monitoraggio degli indicatori e l'associazione si è aperta all’adesione di Province, Città Metropolitane e Regioni. Sempre nel 2023 ha preso avvio l’iniziativa Comuni Sostenibili On The Road, replicata poi nel 2024: una serie di reportage sulla territorializzazione nelle realtà aderenti a RCS dei 17 SDGs.
Nel 2024 il monitoraggio è stato esteso alle Province e alle Città Metropolitane, nell'ottica della strategia multilivello per l’attuazione dell’Agenda 2030, ed è uscita la prima edizione della Guida dei Comuni Sostenibili, edita da Edizioni ETS.
La Rete partecipa al Festival dello Sviluppo Sostenibile di Asvis, agli Stati Generali delle Città Intelligenti di City Vision, a Ecomondo, al Festival delle Città di ALI – Autonomie Locali Italiane. Organizza ogni anno, assieme alla Scuola Superiore Universitaria Sant’Anna di Pisa, il corso di formazione "A scuola di città", aperto ad amministratori e tecnici degli enti locali italiani.

## Organi
Gli Organi dell’Associazione sono:
- Il Presidente
- La Copresidente
- Il Direttivo
- Il Direttore Generale
- Il Direttore Tecnico
- Il Comitato Scientifico
- Presidenti nazionali

- Gennaio 2021-in carica, Valerio Lucciarini De Vincenzi.

### Copresidenti nazionali
- Marzo 2023-in carica, Benedetta Squittieri.

### Vicepresidenti nazionali
- Gennaio 2021-in carica, Alessandro Broccatelli

### Direttori generali nazionali
- 2021-in carica, Giovanni Gostoli

### Direttori tecnici
- 2023-in carica, Maurizio Gazzarri

### Comitato Scientifico
2021-in carica
- Marco Filippeschi (coordinatore)
- Manlio Calzaroni
- Cristina Napoli
- Marcello Risi
- Magda Zanoni